# René Bouscat
René Bouscat (Tuïr, Rosselló, 7 de setembre de 1891 - 5è districte de París, 22 de juny de 1970) fou un militar nord-català, general de l'exèrcit de l'aire francès.

## Biografia
Va néixer a Tuïr, fill de Jean Bouscat et de Thérèse Sistac, És enterrat amb la seva segona segona esposa al cementiri municipal d'Autrey-lès-Gray (Alta Saona), municipi on un carrer porta el seu nom.
Lluità a la Primera Guerra Mundial com a tinent del 124è Regiment d'Infanteria, i fou ferit en 1916. Pel desembre de 1916 va passar a l'aviació com a observador i des de 1917 com a pilot. El 1928 fou comandant de l'aeronàutica de l'Àfrica Occidental Francesa (AOF) i a Mauritània, i passà al Ministeri de l'Aire en 1930. Fou nomenat general el 1936 i director de l'École de l'Air (1936- 1937).
En 1940 va comandar la Zona d'Operacions Aèries Est (ZOAE) i després de la batalla de França va exercir el seu comandament a l'Àfrica Francesa del Nord (AFN) i l'AOF (juny de 1943). En 1942 va esdevenir membre de la xarxa Alliance i en va dirigir la xarxa algeriana. El juliol de 1943 fou nomenat cap d'estat major de les Forces Aèries Franceses, i fusionà les FAFL i l'Exèrcit de l'Aire de Vichy.
René Bouscat fou general de l'exèrcit de l'aire, Cap d'Estat Major de l'Exèrcit de l'aire francès de l'1 de juliol de 1943 al 30 d'octubre de 1944 i del 29 de febrer de 1946 al 6 de setembre de 1946.

## Condecoracions
- Gran Creu de la Legió d'Honor[1]
- Creu de Guerra 1914-1918[1]
- Creu de Guerra 1939-1945[1]
- Medalla de la Resistència amb roseta[1]
- Oficial de l'Orde de les Palmes Acadèmiques[1]

## Obres
- René Bouscat, Étude sommaire sur l'aviation marchande française, Éditions Ailes de France, 1942 ASIN B0018HIFGK
- René Bouscat, Quête malhabile, Éditions du Scorpion, 1961 ASIN B0014Y6NZW
- René Bouscat, De Gaulle - Giraud, dossier d'une mission, Flammarion, 1967 ISBN 978-2080600066